# Tuffi ai III Giochi europei - Piattaforma 10 metri femminile
La competizione della piattaforma 10 metri femminile ai Giochi europei di Kraków Małopolska 2023 si è svolta il 23 giugno 2023, presso l'Arena dei tuffi di Rzeszów, in Polonia. Per la prima volta, i campionati europei di tuffi sono stati integrati nei Giochi europei, la competizione ha quindi assegnato anche il titoli dell'8ª edizione dei campionati europei di tuffi.
Il turno preliminare si è svolto alle ore 10:00. La finale si è svolta alle ore 20:00.
La medaglia d'oro è stata vinta dalla britannica Eden Cheng, che ha preceduto la tedesca Christina Wassen e l'italiana Sarah Jodoin Di Maria. Grazie alla vittoria di Eden Cheng la Gran Bretagna si è assicurata una quota ai Giochi olimpici estivi di Parigi 2024.

## Risultati
In verde sono indicati i finalisti
| Class   | Tuffaore               | Nazionalità   | Preliminare | Preliminare | Finale          | Finale          |
| Class   | Tuffaore               | Nazionalità   | Punti       | Class       | Punti           | Class           |
| ------- | ---------------------- | ------------- | ----------- | ----------- | --------------- | --------------- |
| Oro     | Eden Cheng             | Gran Bretagna | 299.35      | 1           | 331.60          | 1               |
| Argento | Christina Wassen       | Germania      | 285.75      | 3           | 330.95          | 2               |
| Bronzo  | Sarah Jodoin Di Maria  | Italia        | 299.00      | 2           | 320.10          | 3               |
| 4       | Elena Wassen           | Germania      | 266.00      | 8           | 317.30          | 4               |
| 5       | Robyn Birch            | Gran Bretagna | 277.55      | 4           | 289.25          | 5               |
| 6       | Ciara McGing           | Irlanda       | 254.65      | 11          | 280.10          | 6               |
| 7       | Else Praasterink       | Paesi Bassi   | 270.85      | 6           | 278.15          | 7               |
| 8       | Nicoleta Muscalu       | Romania       | 255.60      | 10          | 277.05          | 8               |
| 9       | Jade Gillet            | Francia       | 276.30      | 5           | 256.15          | 9               |
| 10      | Maia Biginelli         | Italia        | 258.65      | 9           | 245.40          | 10              |
| 11      | Valeria Antolino       | Spagna        | 258.65      | 8           | 223.00          | 11              |
| 12      | Helle Tuxen            | Norvegia      | 247.40      | 12          | 217.80          | 12              |
| 13      | Ana Carvajal           | Spagna        | 230.85      | 13          | Did not advance | Did not advance |
| 14      | Amanda Lundin          | Svezia        | 221.35      | 14          | Did not advance | Did not advance |
| 15      | Ioana Cârcu            | Romania       | 207.90      | 15          | Did not advance | Did not advance |
| 16      | Stavroula Chalemou     | Grecia        | 206.15      | 16          | Did not advance | Did not advance |
| 17      | Džeja Delanija Patrika | Lettonia      | 200.10      | 17          | Did not advance | Did not advance |
| 18      | Alisa Zakaryan         | Armenia       | 123.75      | 18          | Did not advance | Did not advance |